# Departures ～Anata ni Okuru Ai no Uta～
Pour les articles homonymes, voir Departures.
Singles de EGOIST (supercell)
The Everlasting Guilty Crown
(2012)
Singles par supercell
My Dearest
(2011) The Everlasting Guilty Crown
(2012)
Departures ～Anata ni Okuru Ai no Uta～ (Departures ～あなたにおくるアイの歌～) est un single composé par ryo du groupe supercell sorti le 30 novembre 2011 chez Aniplex,, sous le nom de groupe fictif EGOIST ce groupe est tiré de l'anime Guilty Crown. Les chansons sont chantés par chelly, la jaquette a été réalisée par redjuice.
Departures ～Anata ni Okuru Ai no Uta～ (Departures ～あなたにおくるアイの歌～) est le 1er ending de l'anime Guilty Crown et la première chanson chanté de la nouvelle chanteuse chelly.

## Pistes du single
Toutes les chansons sont écrites et composées par ryo,.
| No | Titre | Durée |
| -- | --- | ----- |
| 1. | Departures ～Anata ni Okuru Ai no Uta～ (Departures ～あなたにおくるアイの歌～)                                                                                       | 4:15  |
| 2. | Euterpe (エウテルペ) | 3:48  |
| 3. | Departures ～Anata ni Okuru Ai no Uta～ (TV Edit) (Departures ～あなたにおくるアイの歌～ (TV Edit))                                                                   | 1:35  |
| 4. | Departures ～Anata ni Okuru Ai no Uta～ BOOM BOOM SATELLITES Remix -meteoric rain- (Departures ～あなたにおくるアイの歌～ BOOM BOOM SATELLITES Remix -meteoric rain-) | 7:11  |
| 5. | Departures ～Anata ni Okuru Ai no Uta～ -Instrumental- (Departures ～あなたにおくるアイの歌～ -Instrumental-)                                                         | 4:14  |
| 6. | Euterpe -Instrumental- (エウテルペ -Instrumental-) | 3:49  |
| 7. | Departures ～Anata ni Okuru Ai no Uta～ (TV Edit) -Instrumental- (Departures ～あなたにおくるアイの歌～ (TV Edit) -Instrumental-)                                     | 1:35  |

## Charts
| Chart (2010)                   | Position |
| ------------------------------ | -------- |
| Oricon Classement hebdomadaire | 8        |
| FRIDAY SUPER COUNTDOWN 50 (ja) | 33       |